# Laufwasserkraftwerk Nußdorf
Das Laufwasserkraftwerk Nußdorf ist ein Wasserkraftwerk in Nußdorf am Inn (Bayern) der österreichischen Verbund AG, die es 2012 von E.ON Wasserkraft GmbH übernahm (Innwerke-Übernahme). 
Das Pfeilerkraftwerk wurde im Jahr 1982 in Betrieb genommen und verfügt über zwei Maschinensätze mit einer Leistung von je 24 Megawatt. Je eine Kaplanturbine mit stehender Welle und Schirmgenerator befindet sich in einem der beiden zwischen den drei 18 Meter breiten Wehrfeldern errichteten Turbinenpfeilern. Das Stauziel von 464 m ü. NN und der mittlere Wasserstand im Unterwasserbereich von 453,35 m ü. NN ergeben eine mittlere Fallhöhe von knapp zwölf Metern. Das Kraftwerk erzeugt etwa 250 Mio. kWh pro Jahr.